# Fekete Delfin
Az oroszországi Fekete Delfin (orosz nevén Чёрный дельфин), hivatalos nevén Hatos Számú Szövetségi Fegyház, eredetileg munkatábor volt. Első említése 1745-ből származik, a kozáklázadás 1773-as leverése után a bűnözők deportálására építették, és a mai napig üzemel. Orenburg régióban található. Ez Oroszország legrégebben működő börtöne.

## Története
A mondás szerint a foglyok csak egyféleképpen távozhatnak, holtan, koporsóban. A nevét onnan kapta, hogy közvetlenül a bejárat előtt egy nagy fekete delfinszobor áll, amelyet a rabok készítettek.
A kazah határnál lévő börtönben a legveszélyesebb orosz rabokat tartják fogva, akiket korábban életfogytiglanra ítéltek. Az elítéltek között van terrorista, gyilkos, sorozatgyilkos és pedofil is. A rabokat folyamatosan videómegfigyelés alatt tartják, égő lámpa mellett alszanak, kutyával követik őket. 
Reggel 6-kor kelnek, a következő 16 órában lefeküdni és ülni szigorúan tilos. A börtön lakóinak szemét bekötik, amikor elhagyják cellájukat, hogy a tájékozódást zavarják, és ne emlékezzenek a szökési útvonalra. A 'stresszpóznak' is nevezett testhelyzetben kísérik őket, vagyis hátrabilincselt kézzel, letolt arccal és  bekötött szemmel, és legalább három őr vezeti őket. A rabok gyakorlatilag nem is tudják, hogy néz ki a börtön, illetve ahol vannak.
A fogvatartottat minimum három fő kíséri, egy kutyával. 15 percenként fegyőrök ellenőrzik őket. Napi másfél órás séta engedélyezett (jó magatartással két órára növelhető), a börtön szigorúan elszigeteli a foglyok közötti kapcsolatokat. 
A cellákban két-négy ember tartózkodik, de vannak magánzárkában tartott foglyok (például a kannibál Vlagyimir Nyikolajev). Nyikolajev az első gyilkosságot balesetnek nevezte, mert részeg volt, amikor végzett áldozatával. Elmondása szerint - a National Geographic dokumentumfilmet készített - levágta áldozata fejét, mindkét karját, majd feldarabolta és megsütötte. A húsa nem ízlett, ezért egy barátjának adta, aki hazavitte, és a felesége húsgombócokat készített belőle azzal a tudattal, hogy kenguruhús.
Nyikolajevet, aki letartóztatásakor mindent bevallott, 1997-ben halálra ítélték, de később az ítéletét életfogytiglanra „enyhítették”. 2001-ben került át a Fekete Delfinbe.